# James Mason
James Neville Mason (Huddersfield, Engleska, Velika Britanija, 15. svibnja 1909., -  Lausanne, Švicarska, 27. srpnja 1984.) bio je britanski glumac koji se postigao status zvijezde i u britanskoj i američkoj kinematografiji. Tijekom karijere, bio je utjecajna ličnost u filmskoj umjetnosti, te je danas cijenjen kao jedan od najboljih glumaca 20. stoljeća.
Rođen je u Huddersfieldu, u zapadnnom Yorkshireu (West Riding of Yorkshire), njegov otac je bio imućan trgovac. U mladosti student arhitekture, bez posebnih interesa za glumu kojom se počinje baviti iz zabave. Nakon studija pridružuje se teatru Old Vic u Londonu pod vodstvom Tyronea Guthrieja i Alexandera Korde, koji je 1933. Masonu dodijelio manju ulogu na filmu, ali ga je otpustio nakon nekoliko dana snimanja.
Od 1935. do 1948. glumio je u nizu britanskih niskobudžetnih filmova (quota quickies). Tijekom drugog svjetskog rata odbija mobilizaciju radi prigovora savjesti, 
te tijekom 1940-ih postaje silno popularan ulogama turobnih antijunaka u nizu melodrama filmske kuće Gainsborough. 1945., nastupio je u hvaljenom i silno popularnom filmu The Seventh Veil, koji je ostvario rekordne zarade u poratnoj Britaniji i uzdigao Masona na razinu međunarodne zvijezde. 1949. glumio je u svom prvom hollywoodskom filmu, drami Caught.
Masonov karakterističan glas omogućavao mu je da uvjerljivo utjelovljuje opasne negativce, dok mu je izgled garantirao glavne uloge. Značajne uloge uključuju Bruta u filmu Julije Cezar (1953.), Erwina Rommela u biografiji The Desert Fox: The Story of Rommel (1951.) i ratnom filmu The Desert Rats (1953.), glumca na zalasku karijere u prvom remakeu glazbene drame Zvijezda je rođena (1954.), kapetana Nema u 20 000 milja pod morem (1954.), otmjenog vrhunskog špijuna u Sjever-sjeverozapadu Alfreda Hitchkocka (1959.), istraživača u Putu u središte zemlje (1959.), Humberta Humberta u Kubrickovoj Loliti (1962.), plaćenog ubojicu u adaptaciji Conradovog romana Lord Jim (1965.), i nestvarnog piratskog kapetana u Yellowbeard (1983.). Jedna od zadnjih uloga, ona korumpiranog odvjetnika u The Verdict (1982.), donijela mu je treću i posljednju nominaciju za Oscara.
Mason je 1958. uzet u obzir za ulogu Jamesa Bonda, u tv adaptaciji romana Iz Rusije s ljubavlju, koja nije realizirana. Bio je i jedan od glavnih kandidata za Bonda u filmu Dr. No, prije nego što je angažiran Sean Connery. Od kasnijih uloga ističu se i one u filmovima Bloodline (1979.) i The Shooting Party (1984.). 
Radio je i kao narator u dokumentarnim serijama BBC-a.
Njegova kćer Portland Mason također je bila glumica.

## Izabrana filmografija
- The Seventh Veil (1945.)
- Odd Man Out (1947.)
- Caught (1949.)
- Madame Bovary (1949.)
- Pandora i Ukleti Holandez (1951.)
- The Desert Fox: The Story of Rommel (1951.)
- Julije Cezar (1953.)
- Zvijezda je rođena (1954.)
- 20,000 milja pod morem (1954.)
- Lolita (1962.)
- Pad rimskog carstva  (1964.)
- Plavi Max (1966.)
- Momci iz Brazila (1978.)
- Yellowbeard (1983.)

## Vanjske poveznice
- James Mason u internetskoj bazi filmova IMDb-u (engl.)
- britishcinemagreats.com   Arhivirana inačica izvorne stranice od 26. siječnja 2010. (Wayback Machine)